# As Somozas
As Somozas – gmina w Hiszpanii, w prowincji A Coruña, w Galicji, o powierzchni 70,91 km². W 2011 roku gmina liczyła 1279 mieszkańców.